# Rubigula melanicterus
Rubigula melanicterus là một loài chim trong họ Pycnonotidae. Chúng là loài đặc hữu của Sri Lanka.

## Tham khảo

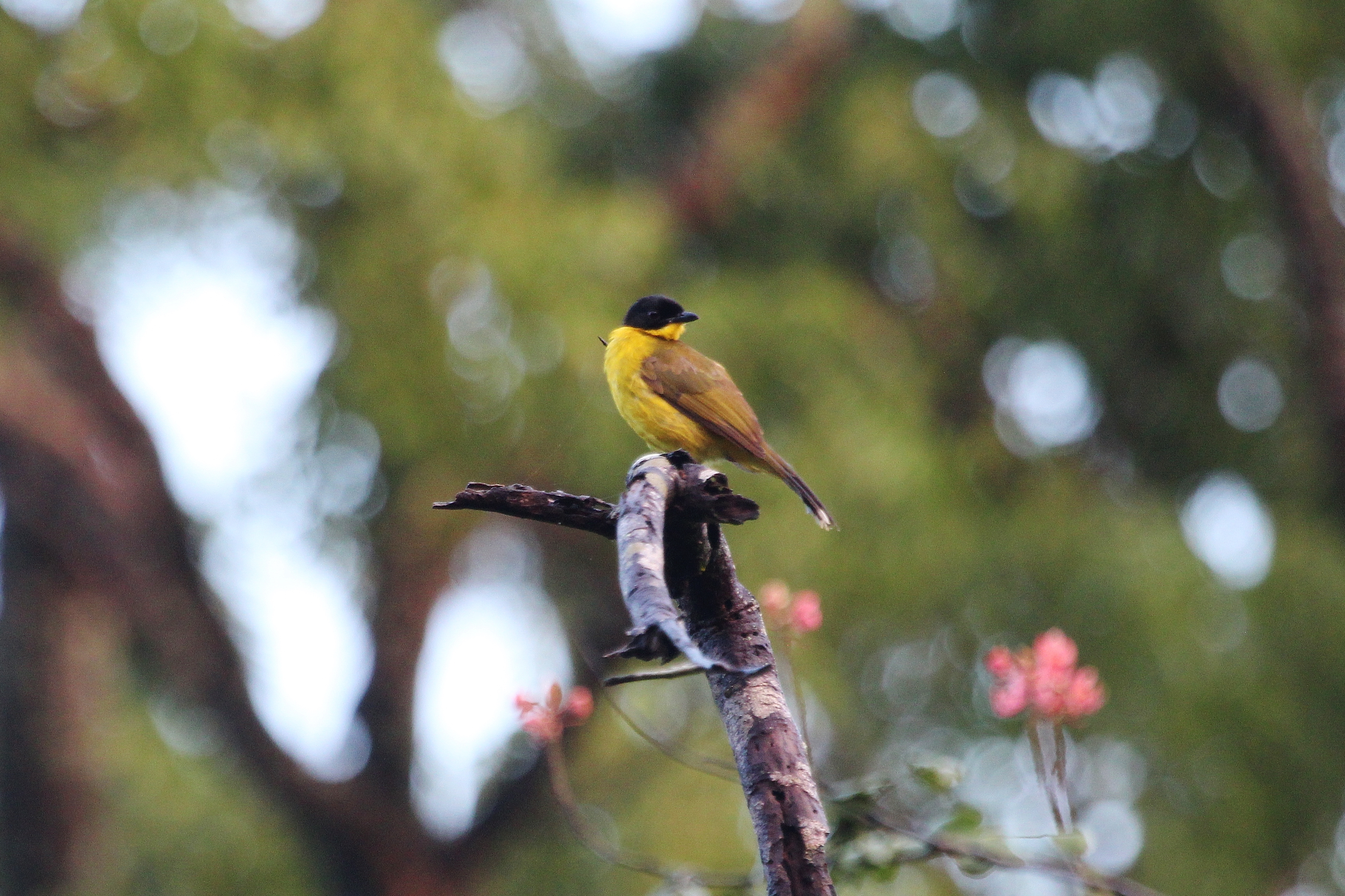
A Black capped Bulbul in Sigiriya, Sri Lanka.